# Complete Songs & Poems
Complete Songs & Poems is een compilatiealbum van alle liederen uit de trilogie In de Ban van de Ring van J.R.R. Tolkien. Deze liederen zijn op muziek gezet door The Tolkien Ensemble. De vier cd's van het album vertegenwoordigen de 69 songs die eerder zijn uitgegeven op vier verschillende albums. Het album is uitgebracht in april 2006.

## CD 1
1. "The Old Walking Song (I)" (Caspar Reiff)
2. "Verse of the Rings (I)" (Caspar Reiff)
3. "The Old Walking Song (II)" (Caspar Reiff)
4. "A Walking Song (I)" (Peter Hall)
5. "Elven Hymn to Elbereth Gilthoniel (I)" (Caspar Reiff)
6. "A Drinking Song" (Peter Hall)
7. "The Bath Song" (Caspar Reiff, Peter Hall)
8. "Farewell Song of Merry and Pippin" (Caspar Reiff)
9. "Song in the Woods" (Peter Hall)
10. "Tom Bombadil's Song" (Peter Hall)
11. "Song to Goldberry" (Caspar Reiff, Peter Hall)
12. "Tom Bombadil's Song (II)" (Peter Hall)
13. "Tom Bombadil's Song (III)" (Peter Hall)
14. "Ho! Tom Bombadil (I)" (Peter Hall)
15. "Wight's Chant" (Peter Hall)
16. "Ho! Tom Bombadil (II)" (Peter Hall)
17. "Tom Bombadil's Song (IV)" (Caspar Reiff)
18. "There is an inn, a merry old inn..." (Caspar Reiff)
19. "The Riddle of Strider (I)" (Caspar Reiff)
20. "The Fall of Gil-Galad" (Caspar Reiff)
21. "Song of Beren and Luthien" (Caspar Reiff)

## CD 2
1. "Sam's Rhyme of the Troll" (Peter Hall)
2. "Song of Eärendil" (Peter Hall)
3. "Elven Hymn to Elbereth Gilthoniel" (Caspar Reiff)
4. "Boromir's Riddle" (Caspar Reiff)
5. "The Riddle of Strider (II)" (Caspar Reiff)
6. "Verse of the Rings (II)" (Caspar Reiff)
7. "Warning of Winter" (Caspar Reiff)
8. "Bilbo's Song" (Caspar Reiff)
9. "Song of Durin" (Peter Hall)
10. "Song of Nimrodel" (Caspar Reiff)
11. "Frodo's Lament for Gandalf" (Peter Hall)
12. "Galadriel's Song of Eldamar (I)" (Caspar Reiff)
13. "Song of the Elves beyond the Sea / Galadriel's Song of Eldamar(II)" (Caspar Reiff)
14. "Song of the Elves beyond the Sea / Galadriel's Song of Eldamar(II) Translation" (Caspar Reiff)

## CD 3
1. "Lament for Boromir" (Caspar Reiff)
2. "Song of Gondor" (Caspar Reiff)
3. "The Long List of the Ents (I)" (Peter Hall)
4. "Treebeard's Song" (Caspar Reiff)
5. "The Ent and the Entwife" (Caspar Reiff)
6. "Bregalad's Song" (Caspar Reiff)
7. "The Ent's Marching Song" (Peter Hall)
8. "Galadriel's Messages" (Caspar Reiff)
9. "Lament of the Rohirrim" (Caspar Reiff)
10. "Gandalf's Song of Lórien" (Caspar Reiff)
11. "Call to Arms Rohirrim" (Caspar Reiff)
12. "Gandalf's Riddle to the Ents" (Caspar Reiff)
13. "The Long List of the Ents (II)" (Peter Hall)
14. "A Rhyme of Lore" (Caspar Reiff)
15. "Gollums Song/ Riddle" (Peter Hall)
16. "Oliphaunt" (Peter Hall)
17. "Sam's invication of Elven Hymn to Elbereth Gilthoniel" (Peter Hall)

## CD 4
1. "Malbeth the Seer's Words" (Caspar Reiff)
2. "Lament for Théoden" (Caspar Reiff)
3. "Théoden's Battle Cry" (Caspar Reiff)
4. "At Théoden's Death" (Caspar Reiff)
5. "Snowmane's Epitaph" (Caspar Reiff)
6. "Éomer's Song" (Caspar Reiff)
7. "Song of the Mounds of Mundborg" (Caspar Reiff)
8. "Athelas" (Caspar Reiff)
9. "Song of Lebenin" (Caspar Reiff)
10. "Sam's Song in the Orc-tower" (Caspar Reiff)
11. "Long live the Halflings!" (Caspar Reiff)
12. "Legolas's Song of the Sea" (Caspar Reiff)
13. "The Eagle's Song" (Caspar Reiff)
14. "Burial Song of Théoden" (Caspar Reiff)
15. "The Old Walking Song (III)" (Caspar Reiff)
16. "A Walking Song (II)" (Peter Hall)
17. "Elven Hymn to Elbereth Gilthoniel (III)" (Caspar Reiff)